# I'm on Fire
Singles de Bruce Springsteen
Born in the U.S.A
(1984) Glory Days
(1985)
I'm on Fire est une chanson écrite, composée et interprétée par Bruce Springsteen, sortie en single le 6 février 1985, elle est extraite de l'album Born in the U.S.A..
Au Royaume-Uni et en Irlande, les chansons I'm on Fire et Born in the U.S.A. sont sorties sur un même single. 

## Liste des titres

### 45 tours
1. I'm on Fire - 2:36
2. Johnny Bye Bye - 1:50

### 45 tours (Royaume-Uni, Irlande)
1. I'm on Fire - 2:36
2. Born in the U.S.A. - 4:39

### EP
1. I'm on Fire - 2:36
2. Johnny Bye Bye - 1:50
3. Shut Out the Light (Live) - 3:45
4. Jersey Girl (Live) - 6:40

## Clip vidéo
Réalisé par John Sayles, il met en scène Bruce Springsteen dans le rôle d'un mécanicien automobile à Los Angeles.
Une femme mariée, d'une classe sociale aisée, amène une Ford Thunderbird vintage au garage où travaille ce mécanicien. La cliente, dont on ne voit jamais le visage, demande que ce soit toujours lui qui s'occupe de la voiture. Ils échangent quelques mots puis la femme laisse un trousseau de clés au mécanicien après avoir décliné son offre de lui ramener la voiture une fois la révision terminée.
Le soir venu, le mécano qui ne parvient pas à dormir, revient au garage et conduit la voiture dans les beaux quartiers jusque devant la maison où habite la femme.
Il y a de la lumière à l'étage. L'homme s'apprête à sonner mais renonce. Il laisse le trousseau de clés dans la boîte aux lettres, sourit et s'éloigne, marchant vers les lumières de la ville que l'on voit briller en contrebas.  
Jusqu'ici, Springsteen apparaissait dans ses clips en train de jouer ses chansons. C'est la première fois qu'il interprète un personnage.
Le clip remporte le MTV Video Music Award de la meilleure vidéo masculine en 1985. 

## Reprises
La chanson a été reprise, sur scène ou sur disque, par des artistes tels que : Johnny Cash, Tori Amos, Big Country, Heather Nova, Bat for Lashes, Gabrielle Aplin, Mumford & Sons, Awolnation, Amy MacDonald...

## Classements hebdomadaires
| Classement (1985)                      | Meilleure place |
| -------------------------------------- | --------------- |
| Afrique du Sud (Springbok Radio)       | 4               |
| Allemagne (GfK Entertainment)          | 16              |
| Australie (Kent Music Report)          | 12              |
| Autriche (Ö3 Austria Top 40)           | 10              |
| Belgique (Flandre Ultratop 50 Singles) | 1               |
| Canada (RPM 100 Singles)               | 12              |
| États-Unis (Billboard Hot 100)         | 6               |
| Irlande (IRMA)                         | 1               |
| Nouvelle-Zélande (RMNZ)                | 10              |
| Pays-Bas (Nederlandse Top 40)          | 1               |
| Pays-Bas (Single Top 100)              | 1               |
| Royaume-Uni (UK Singles Chart)         | 5               |
| Suède (Sverigetopplistan)              | 20              |
| Suisse (Schweizer Hitparade)           | 15              |

## Certifications
| Pays              | Certification | Unités certifiées |
| ----------------- | ------------- | ----------------- |
| Allemagne (BVMI)  | Or            | 250 000           |
| Danemark (IFPI)   | Or            | 45 000            |
| États-Unis (RIAA) | 2 × Platine   | 2 000 000         |
| Italie (FIMI)     | Or            | 25 000            |
| Royaume-Uni (BPI) | Platine       | 600 000           |